# Rhagophthalmus ohbai
Rhagophthalmus ohbai är en skalbaggsart som beskrevs av Wittmer in Wittmer och Hideaki Ohba 1994. Rhagophthalmus ohbai ingår i släktet Rhagophthalmus och familjen Rhagophthalmidae. Inga underarter finns listade i Catalogue of Life.